# Jasmine Richards
Jasmine Denise Richards (sinh ngày 28/6/1990) là một diễn viên và ca sĩ người Canada. Cô được biết đến qua vai diễn Margaret "Peggy" Dupree trong phim "Camp Rock", và phần 2 "Camp Rock 2: The Final Jam". Ngoài ra, cô còn tham gia diễn xuất trong sê-ri phim hài "Naturally, Sadie" trên đài Family Channel vai Margaret Browning-Levesque và phim "Overruled!" vai thẩm phán Tara.

## Cuộc sống và nghề nghiệp
Jasmine Richards sinh ra ở Scarborough, Ontario. Cô chuyển đến sống ở Oakville năm 1 tuổi. Jasmine học trung học ở trường Iroquois Ridge High School. Cha của cô bỏ nhà ra đi năm Jasmine được 4 tuổi, để lại 2 mẹ con cô và anh trai.
Jasmine bắt đầu quan tâm đến nghiệp diễn năm 11 tuổi trong một lần thử giọng. Jasmine xuất hiện đầu tiên với vai Shakira trong bộ phim truyền hình "Timeblazers". Sau đó, cô tiếp tục tham gia trong bộ phim "Devotion" với vai chính Alice Hope. Ngoài ra, cô còn tham gia diễn xuất với vai Margaret Browning-Levesque trong phim truyền hình Canada "Naturally, Sadie" từ năm 2005 đến 2007. Richards cũng xuất hiện trong nhiều phân đoạn của chương trình "Express Yourself" trên kênh Disney Channel với bạn diễn trong "Naturally, Sadie".
Năm 2007, Richards xuất hiện trong sê-ri phim truyền hình "Da Kink in My Hair". Năm 2008, cô xuất hiện trong phim "Princess". Tuy nhiên, co chỉ được biết đến sau vai diễn Margaret "Peggy" Dupree trong "Camp Rock" và "Camp Rock 2: The Final Jam" bên cạnh Demi Lovato. Trong phần 1 của "Camp Rock", Jasmine trình diễn ca khúc "Here I Am". Tuy nhiên, giọng của cô lại được lồng vào với giọng của Renee Sands.
| 2007 | Da Kink in My Hair | Lauren  | 1 tập                                                  |
| 2009 | The Latest Buzz    | Vũ công | (Vai phụ trong 1 tập, "The Power Tripping Issue")      |
| 2010 | The Latest Buzz    | Cô ấy   | Vai diễn khách mời trong tập, "The You're Toast Issue" |

## Đĩa hát
Albums
- 2010: Camp Rock 2: The Final Jam

Bài hát
- 2008: "Here I Am" trong Camp Rock
- 2009: "Forgotten (Demo)" trong Music Myspace Page
- 2009: "Praise Waiteth for Thee Gospel" trong Music Myspace Page
- 2009: "Overruled! Theme Song" trong Overruled!
- 2009: "All Right Now" trong một tập của Overruled!

2012  Trình diễn ở trường St. Timothy's catholic
Cô còn lồng tiếng cho Maya trong phim "Redakai: Conquer the Kairu"

## Các liên kết bên ngoài
- Jasmine Richards Official Website Lưu trữ ngày 6 tháng 3 năm 2012 tại Wayback Machine
- Jasmine Richards trên IMDb
- Jasmine Richards tại Myspace
- Jasmine Richards trên YouTube
- Jasmine Richards trên Twitter